# Zoropsis
Zoropsis is een geslacht van spinnen, en het typegeslacht van de familie Zoropsidae. De naam werd in 1878 voorgesteld door Eugène Simon, en slaat op de uiterlijke gelijkenis van de spinnen met die van het geslacht 'Zora, dat tot de familie stekelpootspinnen (Zoridae) behoort. 

## Soorten
- Zoropsis albertisi Pavesi, 1880
- Zoropsis beccarii Caporiacco, 1935
- Zoropsis bilineata Dahl, 1901
- Zoropsis coreana Paik, 1978
- Zoropsis kirghizicus Ovtchinnikov & Zonstein, 2001
- Zoropsis lutea (Thorell, 1875)
- Zoropsis markamensis Hu & Li, 1987
- Zoropsis media Simon, 1878
- Zoropsis oertzeni Dahl, 1901
- Zoropsis pekingensis Schenkel, 1953
- Zoropsis rufipes (Lucas, 1838)
- Zoropsis saba Thaler & van Harten, 2006
- Zoropsis spinimana (Dufour, 1820) – Valse wolfspin
- Zoropsis thaleri Levy, 2007